# Campeonato Europeu de Ginástica Artística de 2000
O Campeonato Europeu de Ginástica Artística de 2000 teve suas competições femininas realizadas em separado das masculinas. Enquanto as mulheres competiram em Paris, na França, os homens ficaram sediados na cidade de Bremen, Alemanha.

## Eventos
- Individual geral masculino
- Equipes masculino
- Solo masculino
- Barra fixa
- Barras paralelas
- Cavalo com alças
- Argolas
- Salto sobre a mesa masculino
- Individual geral feminino
- Equipes feminino
- Trave
- Solo feminino
- Barras assimétricas
- Salto sobre a mesa feminino

## Medalhistas
| Evento                       | Ouro                     | Prata                                                         | Bronze                                  |
| Masculino                    |                          |                                                               |                                         |
| Equipes detalhes             | RUS                      | ROU                                                           | UKR                                     |
| Individual geral detalhes    | UKR Alexander Beresh     | BLR Ivan Ivankov                                              | ROU Marian Dragulescu                   |
| Solo detalhes                | ROU Marian Dragulescu    | ESP Gervasio Deferr                                           | RUS Alexei Bondarenko LAT Igors Vihrovs |
| Cavalo com alças detalhes    | ROU Marius Urzica        | FRA Eric Poujade                                              | UKR Alexander Beresh                    |
| Argolas detalhes             | GRE Dimosthenis Tampakos | HUN Szilveszter Csollany                                      | BLR Ivan Ivankov                        |
| Salto sobre a mesa detalhes  | ROU Ioan Suciu           | FRA Dmitri Karbonenko                                         | UKR Alexander Svetlitchni               |
| Barras paralelas detalhes    | SLO Mitja Petkovšek      | BLR Ivan Ivankov                                              | RUS Alexei Bondarenko                   |
| Barra fixa detalhes          | UKR Alexander Beresh     | BLR Ivan Ivankov                                              | SLO Aljaž Pegan                         |
| Feminino                     |                          |                                                               |                                         |
| Equipes detalhes             | RUS                      | UKR                                                           | ROU                                     |
| Individual geral detalhes    | RUS Svetlana Khorkina    | RUS Elena Zamolodchikova                                      | UKR Viktoria Karpenko                   |
| Salto sobre a mesa detalhes  | ROU Simona Amanar        | RUS Elena Zamolodchikova                                      | ESP Esther Moya                         |
| Barras assimétricas detalhes | RUS Svetlana Khorkina    | UKR Viktoria Karpenko                                         | RUS Elena Produnova                     |
| Trave detalhes               | RUS Svetlana Khorkina    | ROU Simona Amanar                                             | RUS Elena Zamolodchikova                |
| Solo detalhes                | FRA Ludivine Furnon      | UKR Viktoria Karpenko ROU Andreea Raducan RUS Elena Produnova | nenhum                                  |

## Quadro de medalhas
| Ordem | País         | Medalha de ouro | Medalha de prata | Medalha de bronze |    |
| ----- | ------------ | --------------- | ---------------- | ----------------- | -- |
| 1     | Rússia       | 5               | 3                | 4                 | 12 |
| 2     | Roménia      | 4               | 3                | 2                 | 9  |
| 3     | Ucrânia      | 2               | 3                | 4                 | 9  |
| 4     | França       | 1               | 2                |                   | 3  |
| 5     | Eslovénia    | 1               |                  | 1                 | 2  |
| 6     | Grécia       | 1               |                  |                   | 1  |
| 7     | Bielorrússia |                 | 3                | 1                 | 4  |
| 8     | Espanha      |                 | 1                | 1                 | 2  |
| 9     | Hungria      |                 | 1                |                   | 1  |
| 10    | Grã-Bretanha |                 |                  | 1                 | 1  |
| TOTAL | TOTAL        | 14              | 16               | 14                | 44 |